# 뱀파이어 킬러 (영화)
뱀파이어 킬러(Lesbian Vampire Killers)는 영국에서 제작된 필립 클레이든 감독의 2009년 액션, 코미디, 공포 영화이다. 매튜 혼 등이 주연으로 출연하였고 스티브 클락 홀 등이 제작에 참여하였다.

## 출연

### 주연
- 매튜 혼
- 제임스 코든
- 폴 맥간
- 미안나 버링
- 실비아 콜로카

### 조연
- 애슐리 물헤론
- 루이즈 딜런
- 루시 게스켈
- 엠마 클리포드
- 수지 에이미
- 트래비스 올리버
- 폴 워렌

## 제작진
- 공동제작: 앵거드 폴
- 공동제작: 로버트 왈락
- 미술: 키스 맥스웰
- 특수효과: 닐 챔피온
- 시각효과: 헤이든 존스
- 시각효과: 조나단 프리벳
- 배역: 게일 스티븐스
- 배역: 켈리 발렌타인 헨드리